# ストックホルム条約
ストックホルム条約（ストックホルムじょうやく）は、大北方戦争において、1719年から1720年にかけてスウェーデンと、デンマーク＝ノルウェー、プロイセン王国、ザクセン＝ポーランド・リトアニア共和国、ハノーファー選帝侯との間で結ばれた条約。大北方戦争における講和条約の一つ。スウェーデンの首都ストックホルムで行われ、これによってスウェーデンと交戦国との戦争は終結した。
ストックホルムで解決されなかった紛争は後に別の条約で解決された。1つは1720年、スウェーデンとデンマーク＝ノルウェーの間で締結されたフレデリクスボー条約で、1660年のコペンハーゲン条約、1662年のマルメの休戦、1679年のフォンテーヌブロー条約とルンド条約の更新であった。そして、もう1つは1721年、スウェーデンとロシアの間で締結されたニスタット条約だった。

## ハノーファーとの条約
1719年11月9日に署名。ハノーファー選帝侯は100万リクスダラーと引替えにブレーメンとフェルデン（ブレーメン＝フェルデン）を獲得。しかしこれはスウェーデン議会による、イギリス王を兼ねる選帝侯ジョージ1世に接近し、友好的姿勢を示すための割譲であったと言われている。これによってイギリスは、スウェーデンと同盟条約を締結し、イギリスはバルト海に艦隊を派遣してロシアに圧力をかける事となった。

## プロイセンとの条約
1720年1月21日に署名。スウェーデンはスウェーデン領ポンメルンのうちペーネ川より南、ペーネシュトロムより東の領地（ウーゼドム島、ヴォリン島、シュテッティン、ダム、ゴルノウを含む）をプロイセン王国に割譲した。条約はプロイセン王フリードリヒ・ヴィルヘルム1世が1720年5月29日に割譲地をプロイセン領とする特許状を発行すると有効になった。ポンメルンのうちスウェーデン領に残留する部分は当時デンマークに占領されていたが、1720年7月3日のフレデリクスボー条約でスウェーデンに返還された。

## デンマークとの条約
1720年6月3日に署名。デンマークはスウェーデンに対し特に得たものはなく、失地回復すら叶わなかった。ただシュレースヴィヒ＝ホルシュタイン公国へのスウェーデンからの影響力が無くなった事は重要な結果であり、ホルシュタイン＝ゴットルプ家への支援をスウェーデンが打切った事は、デンマークにとって大きな成果だった。また、スウェーデン側がエーレスンド海峡の海峡税免除の撤回を申し出た事は、デンマーク側の対面を保てたと言える。これより1ヶ月後に両国はこの条約での内容をフレデリクスボー城で正式に締結し、講和した（フレデリクスボー条約）。

## ポーランドとの条約
ポーランドは特に得たものはないが、戦前のポーランド・リトアニア共和国の領土は保持した。また、ザクセン選帝侯フリードリヒ・アウグスト1世のポーランド国王兼務が確定した。しかしポーランド・リトアニア共和国及びザクセン選帝侯領とは、正式には講和条約を締結しておらず、1660年に結ばれた北方戦争の講和条約であるオリヴァ条約を更新した。

## その後
この条約によって、戦争状態を残すのはロシア帝国（ロシア・ツァーリ国）だけとなった。しかしこの条約にしてもスウェーデンの敗北は明らかであった。結果としてスウェーデンは、デンマークに対する優位を喪失し、神聖ローマ帝国においても影響力を完全に失うこととなった。